# 編戶齊民
編戶齊民，始於戰國時期的秦國，指国君将国民納入紀錄，以戶為單位來掌握人民，是謂「編戶」。同时废除过去封建体制下地方上原有的贵族、长老、族长等地方领袖，所有人通通都是国君的臣民，是謂「齊民」；所以總稱「編戶齊民」。編戶齊民制度，始於秦國，通行於秦漢，由於國家為有效掌握人民及相關資源，因此需要嚴密掌握國內戶口資料，對於人民的賦稅或徭役的徵調才能有效執行。

## 簡介
台灣學者杜正勝在1990年聯經出版社發表《編戶齊民：傳統政治社會結構之形成》一書，以九個章節、多達五百多頁的篇幅討論戰國時期之後，從西周「封建社會」過渡成西漢「編戶齊民社會」的現象；畢竟偌大的整體社會結構一旦更動，各地的變動不可能整齊劃一，又加深複雜性，這波變動激盪了五百五十年，中國才正式從「封建制度」社會進入「編戶齊民」的社會。
中國傳統政治社會形成是在秦漢之後；在此之前，西周時代是一個上下階層森嚴的封建社會，在平王東遷之後產生重大的轉折。春秋戰國征戰連年，各國兼併不斷，國家為求富強，開始設置戶籍制度，主要為有效掌控人力資源，舉凡男女老少悉要登錄在冊，截然有別於西周城邦時代「族長主管制」，土地與人民（家臣、國人、野人）悉為該宗族財產所有，「編戶齊民」將他們從森嚴階級制度中解構、洗牌。
「編戶」也順應國家軍制改革，徵召原本散布城邦之外的「野人」參戰。而貴族沒落後「采邑歸公」，列國勤於控制戶口、擴大徵兵，於是整頓行政區域，秦國商鞅乃有「集小鄉邑聚為縣」之改革，強化行政機構以便於管理；此外，軍隊什伍制與連坐制在春秋中晚期後也套入古代閭里行政組織中 ，確實禁絕人口逃亡與確保稅收的穩定，可見在「編戶齊民」出現後，才有實施普遍徵兵的可能性。
國家「編戶」之後，附帶帶動平民開始有姓氏。最初，「姓」在古代是貴族階層的專屬，「氏」則是富有濃厚地域觀念的名詞 。戰國至西漢三百年正是平民姓氏形成的階段 ，姓氏由上而下的獲得延續，即是社會走向編戶齊民之又一例證。　
戰國時代紛亂，各國普遍呈現耕戰社會；軍事制度滲透入一般庶民社會組織，如什伍連坐制與平民爵位，商鞅變法頒布「二十等爵」便是主要用來獎勵軍功，但也有利用賣爵來獎勵農耕之意 ，「編戶齊民」在商鞅變法之後提升到另一階段。
中央能直接或間接干涉地方（封國）之內政，象徵「編戶齊民」的郡縣社會漸趨普及，轉捩點約莫在於西漢景帝七國之亂敉平、至漢武帝頒行「推恩令」之際；爾後在漢武帝之後的時代，中國的社會結構正式從古典諸侯國的封建城邦轉化成郡縣制政治社會。